# Декамерон (телесериал)
«Декамеро́н» (англ. The Decameron) — американский телесериал в жанре исторической драмы и чёрной комедии, основанный на одноимённом сборнике новелл итальянского писателя Джованни Боккаччо.
Премьера состоялась на стриминговой платформе Netflix 25 июля 2024 года.

## Сюжет
Во время эпидемии чумы 1348 года группа благородных юношей и дам уезжают из Флоренции на загородную виллу в двух милях от города. Надеясь там переждать чуму, они проводят своё время,  рассказывая друг другу различные занимательные истории.

## В ролях
- Заша Мэмет — Пампинея
- Сирша-Моника Джексон[англ.] — Мизия
- Таня Рейнольдс — Личиска
- Амар Чадха-Патель — Дионео
- Лейла Фарзад — Стратилия
- Лу Гала — Неифила
- Каран Гилл — Панфило
- Тони Хейл — Сириско
- Дагги Макмикин — Тиндаро
- Джессика Пламмер[англ.] — Филомена

## Эпизоды
| № | Название                                                                          | Режиссёр       | Автор сценария               | Дата премьеры |
| - | --------------------------------------------------------------------------------- | -------------- | ---------------------------- | ------------- |
| 1 | «Живописный, незаражённый пригород» «The Beautiful, Not-Infected Countryside»     | Майкл Аппендал | Кэтлин Джордан               | 25 июля 2024  |
| 2 | «Праздничное настроение» «Holiday State of Mind»                                  | Майкл Аппендал | Кэтлин Джордан               | 25 июля 2024  |
| 3 | «Клянусь Гомером, это венок победителя!» «By Homer, It's a Winner's Wreath!»      | Эндрю Де Янг   | Джеймс Роджерс III           | 25 июля 2024  |
| 4 | «Настроение испорчено» «The Mood is Soiled»                                       | Эндрю Де Янг   | Энтони Натоли                | 25 июля 2024  |
| 5 | «Подмена» «Switcheroo»                                                            | Аня Адамс      | Меган Кинг Келли             | 25 июля 2024  |
| 6 | «Рукой подать» «A Stony Brook Away»                                               | Аня Адамс      | Мари Ханхнхон Нгуен          | 25 июля 2024  |
| 7 | «Это ужасно, и боль никогда не утихнет» «This is Awful, And You'll Never Recover» | Майкл Аппендал | Зои Джарман                  | 25 июля 2024  |
| 8 | «Поплакали и хватит» «We've Had a Good Cry»                                       | Майкл Аппендал | Кэтлин Джордан, Стивен Анклз | 25 июля 2024  |

## Производство
В августе 2022 года компания Netflix объявила о начале производства телесериала «Декамерон», который станет свободной адаптацией одноимённого сборника новелл итальянского писателя Джованни Боккаччо. Шоураннером проекта была назначена Кэтлин Джордан, она же вместе с Дженджи Коэн стала исполнительным продюсером. Майкл Аппендал был утверждён в качестве режиссёра четырёх эпизодов. В декабре 2023 года был анонсирован актёрский состав, в него вошли Заша Мэмет, Сирша-Моника Джексон, Таня Рейнольдс, Амар Чадха-Патель, Лейла Фарзад, Лу Гала, Каран Гилл, Тони Хейл, Джессика Пламмер и Дагги Макмикин.
Предварительное производство сериала началось в конце 2022 года. Съёмки начались 10 января 2023 года и продлились до июня того же года. Они проходили в киностудии Чинечитта вблизи Рима, а также в провинции Витербо.
Премьера всего сезона состоялась на стриминговой платформе Netflix 25 июля 2024 года.

## Восприятие
На сайте-агрегаторе рецензий Rotten Tomatoes сериал имеет рейтинг 69 % на основании 32 рецензий критиков со средней оценкой 5,4 из 10.
На сайте-агрегаторе Metacritic рейтинг сериала составляет 66 баллов из 100 возможных на основании 21 рецензии критиков, что соответствует «в целом благоприятным» отзывам.